# پارکس، نیو ساوت ولز
پارکس (به انگلیسی: Parkes) یک شهرک در استرالیا است که در Parkes Shire واقع شده‌است.